# Groninger Protokoll
Das Groninger Protokoll wurde September 2004 von der Groninger Universitätsklinik „Universitair Medisch Centrum Groningen“ in den Niederlanden formuliert, um Ärzte, die Euthanasie an neugeborenen und jungen Kinder praktizieren, vor der strafrechtlichen Verfolgung zu schützen.
Das Protokoll erwähnt Richtlinien und Kriterien, nach denen Ärzte „Lebensbeendigung Neugeborener“ und „Lebensbeendigung von Kindern bis 12 Jahren“ praktizieren dürfen, ohne strafrechtlich belangt werden zu können. Das Euthanasieren Neugeborener ist unter den Bedingungen des Groninger Protokolls erlaubt und strafrechtlich geschützt, sodass ausführende Ärzte nicht wegen Mordes an Unmündigen (die nicht ausdrücklich um Euthanasie ersucht haben) belangt werden können. Die niederländische Staatsanwaltschaft in Groningen hat das Groninger Protokoll akzeptiert und stellt die Verfolgung von Euthanasievorfällen ein, falls diese unter Einhaltung des Protokolls geschehen sind.
Der niederländische Verein für Kindermedizin („Nederlandse Vereniging voor Kindergeneeskunde“) hat Anfang Juli 2005 das Groninger Protokoll als verbindlich für die Praxis im Bereich der Kindermedizin in den gesamten Niederlanden übernommen.